# Melanocanthon granulifer
Melanocanthon granulifer là một loài bọ cánh cứng trong họ Bọ hung (Scarabaeidae).